# 紐菲爾茲 (新罕布什爾州普查規定居民點)
紐菲爾茲（英語：Newfields）是位於美國新罕布什爾州羅京安縣的普查規定居民點。

## 人口
根據2020年美國人口普查的數據，紐菲爾茲的面積為0.98平方千米，皆為陸地。當地共有人口378人，而人口密度為每平方千米385.71人。